# Kaloula pulchra
Kaloula pulchra és una espècie de granota que viu en una àmplia zona del sud-est asiàtic, des de l'est de l'Índia al sud de la Xina i a Indonèsia, i ha estat introduïda a les Filipines. A la seva àrea se la troba sovint saltant als jardins i fins i tot a dins de les cases, mentre caça insectes.
Té el dors marró fosc amb una llarga banda rosa a cada costat, que va de l'ull fins a l'engonal, tot i que aquesta coloració presenta variacions, de manera que algunes arriben a ser gairebé totes de color gerd amb només una franja marró al dors i taques marrons a les potes.